# Недялско
Недялско (болг. Недялско) — село в Болгарии. Находится в Ямболской области, входит в общину Стралджа. Население составляет 293 человека.

## Политическая ситуация
В местном кметстве Недялско, в состав которого входит Недялско, должность кмета (старосты) исполняет Тодор  Жеков Железов (коалиция в составе 2 партий: Граждане за европейское развитие Болгарии (ГЕРБ), Национальное движение «Симеон Второй» (НДСВ)) по результатам выборов правления кметства.
Кмет (мэр) общины Стралджа — Митко Панайотов Андонов (Болгарская социалистическая партия (БСП)) по результатам выборов в правление общины.